# Serres (Aude)
Serres ist eine südfranzösische Gemeinde mit 88 Einwohnern (Stand 1. Januar 2022) im Département Aude in der Region Okzitanien.

## Lage
Serres liegt am Flüsschen Rialsesse, das nach nur einem Kilometer in den Fluss Sals mündet, der seinerseits in Couiza in die Aude fließt. Der Ort liegt in einer Höhe von etwa 270 Metern ü. d. M. etwa 50 Kilometer (Fahrtstrecke) südlich von Carcassonne bzw. etwa 22 Kilometer südöstlich von Limoux. Der Kantonshauptort Couiza befindet sich etwa sechs Kilometer westlich; die sehenswerte Burg Arques liegt nur etwa vier Kilometer östlich. Das Gemeindegebiet ist Teil des Regionalen Naturparks Corbières-Fenouillèdes.

## Bevölkerungsentwicklung
| Jahr      | 1962 | 1968 | 1975 | 1982 | 1990 | 1999 | 2006 | 2017 |
| Einwohner | 72   | 62   | 72   | 41   | 55   | 58   | 50   | 65   |

Um die Mitte des 19. Jahrhunderts hatte der Ort knapp 200 Einwohner. Die Mechanisierung der Landwirtschaft und der damit verbundene Verlust an Arbeitsplätzen sorgte in der ersten Hälfte des 20. Jahrhunderts für einen deutlichen Bevölkerungsrückgang.

## Wirtschaft
Die Umgebung des Ortes ist immer noch geprägt von der Land- und Forstwirtschaft, wobei die Viehwirtschaft (Rinder und Schafe) den Großteil der Agrarproduktion ausmacht.

## Sehenswürdigkeiten
- Das Château de Serres ist ein mächtiger, blockhaft wirkender aber weitgehend schmuckloser Bau des 16. Jahrhunderts; an den Ecken des Bauwerks finden sich einige Wehrerker (bretèches), die an mittelalterliche Burgen erinnern. Das Schloss ist seit 1947 als Monument historique[1] ausgewiesen. Es befindet sich in Privatbesitz.
- Eine zweibogige Segmentbogenbrücke führt über den Bach Rialsesse, der kurz darauf in die Sals mündet. Die beiden Bögen sind als Segmentbögen ausgebildet, so dass eine späte Bauzeit (16./17. Jahrhundert) anzunehmen ist.
- Die unscheinbare einschiffige und mit einem kleinen Glockengiebel versehene Dorfkirche könnte noch romanischen Ursprungs sein.